# Batasuna

Batasunas logotyp

Batasuna (Enhet), 1978 - 1998 benämnt Herri Batasuna, 1999 - 2001 Euskal Herritarrok, är ett baskiskt nationalistisk parti, vilket har fungerat som den terroriststämplade väpnade organisationen ETA:s politiska gren, men formellt är ett parti utan direkta band till ETA. Sitt högsta röstetal nådde partiet i lokalvalen 1994, då det fick 16 procent av rösterna i det regionala valet till Baskiens parlament och 11 av 75 mandat. År 1997 arresterades alla partiets ledare, men partiet återuppstod 1999 under namnet Euskal Herritarrok. Det ställde upp i parlamentsvalet 2000 utan framgång. Vid regionalvalen 2001 vann partiet, nu under namnet Batasuna, sju mandat. Spanska myndigheter inledde 2002 en process för att förbjuda partier som "stöttar terrorism". Partiet förklarades olagligt 2003 genom ett spanskt domstolsbeslut, vilket fastställdes i högre rätt. Både EU och USA har fört upp Batasuna på sina listor för terrororganisationer. Det upplöstes den 5 juni 2003.
Efter att partiet upplöstes i Spanien fanns det kvar som en förening i Frankrike till 2013. Demokrazia Hiru Milioi, (D3M) som var ett parti med liknade program och medlemskader, illegaliserades  8 februari 2009.